# Walter Schuster (Schauspieler)
Walter Schuster (* 2. August 1962 in München) ist ein deutscher Schauspieler.
Schuster absolvierte seine Schauspielausbildung von 1992 bis 1995 am Zinner-Studio in München. Von 1993 bis 1995 spielte er bei „Müllers Wandertheater“ den Augustin Ferraillon in der Komödie Floh im Ohr unter der Regie des Regisseurs Theaterleiters Toni Müller (* 1944). Seit Anfang der 90er Jahre arbeitet Schuster als Nebendarsteller für das Fernsehen und das Kino, hauptsächlich in TV-Serien, die im süddeutschen Raum produziert wurden und spielen. Schuster lebt in Breitbrunn am Chiemsee.

## Filmographie (Auswahl)
- 1992: SOKO München: Der Leibwächter
- 1996: Verbrechen, die Geschichte machten: Tödliche Pralinen
- 1999: Alle meine Töchter
- 2004: Abschlussklasse
- 2005: Verbrechen, die Geschichte machten: Der Fall Lebach
- 2011: Tatort: Gestern war kein Tag
- 2013: Spieltrieb
- 2013: SOKO Kitzbühel: Ein fast perfekter Mord
- 2013: Der blinde Fleck
- 2013: Seilschaften (Kurzfilm)
- 2014: Die Rosenheim-Cops: Der Tote hinter der Tonne
- 2015: Weißblaue Geschichten
- 2015: Dahoam is Dahoam
- 2015: München 7: Ein Tag in München
- 2017: Hubert und Staller: Heißer Tod
- 2018: Der Alte: Die Kunst des Scheiterns
- 2018: Dahoam is Dahoam
- 2020: Hochzeitsstrudel und Zwetschgenglück
- 2020: Die Rosenheim-Cops: Tod im Reisebus
- 2025: Hundslinger Hochzeit

## Hörspiele
- 2015: Robert Hültner: Radio-Tatort: Menetekel (Vogt) – Regie: Ulrich Lampen (Original-Hörspiel, Kriminalhörspiel – BR)